# Laura Salvador i Alaña
Laura Salvador i Alaña (Barcelona, 5 de gener de 1988) és una exjugadora d'hoquei sobre patins i política catalana.
Formada al Club Esportiu Noia, va debutar a l'OK Lliga femenina la temporada 2010-11 i la següent va fitxar per l'Igualada Femení HCP. Internacional amb la selecció espanyola d'hoquei sobre patins en categories inferiors, va jugar amb la selecció catalana en categoria absoluta. Hi va aconseguir una Blanes Golden Cup el 2007 i dos subcampionats de la Copa Amèrica el 2006 i 2007. Va retirar-se esportivament al final de la temporada 2016-17. Posteriorment, va dedicar-se a la política local. Des del juny de 2015, ha exercit com a regidora d'Esports de l'Ajuntament de Sant Sadurní d'Anoia per Convergència i Unió a les eleccions municipals de 2015 i reelegida pel Partit Demòcrata Europeu Català a les de 2019.

## Palmarès
Selecció catalana
- 2 medalles d'argent a la Copa Amèrica d'hoquei patins femenina: 2006, 2007
- 1 Golden Cup; 2007